# Trichocera barraudi
Trichocera barraudi är en tvåvingeart som beskrevs av Krzeminska 2002. Trichocera barraudi ingår i släktet Trichocera och familjen vintermyggor. Inga underarter finns listade i Catalogue of Life.